# Карим, Ихсанул
Ихсанул Карим (бенг. ইহসানুল করিম; 5 января 1951 — 10 марта 2024) — бангладешский журналист. Он был пресс-секретарём премьер-министра Бангладеш. До назначения в канцелярию премьер-министра Карим работал пресс-секретарём президента. Он также работал управляющим директором и главным редактором Бангладеш Сангбад Сангстха (BSS), государственного национального информационного агентства Бангладеш.

## Ранние годы
Ихсанул Карим родился 5 января 1951 года. Он получил степень магистра экономики в Университете Дакки. Он участвовал в Войне за независимость Бангладеш в 1971 году под командованием Муджиба Бахини.

## Смерть
Карим умер в больнице Evercare в Дакке 10 марта 2024 года в возрасте 73 лет.